# معاهده قیصریه
معاهده قیصریه، معاهده‌ای میان ادوارد یکم انگلستان و بیبرس، سلطان ممالیک بحری، که در سال ۱۲۷۲ میان طرفین بسته شد که به موجب آن تمامیت ارضی خاک کنونی صلیبیون که بیشتر شامل جلگه باریک ساحلی از عکا تا شهر صیدا بود، برای ۱۰ سال و ۱۰ ماه و ۱۰ روز تضمین گردد و همچنین مسیحیان و صلیبیون اجازه یافتند که با آسودگی، برای زیارت از جاده ناصره استفاده کنند؛ و همچنین کنت‌نشین طرابلس نیز به موجب این معاهده از خطر تعرض و سقوط در امان ماند.

### پس از جنگ
پس از بسته‌شدن پیمان ترک مخاصمه میان صلیبیون و حفصیان، بیبرس که نیروی دریایی خود را از مصر به سمت تونس راهی کرده بود، در سال ۱۲۷۰ نیروهای دریایی خود را برای جنگ به قبرس فرستاد که حاکم آنجا در آن زمان پادشاه هیو سوم بود، اما ناوگان جنگی مصر به علت بادهای شدید در کناره جزیره درهم شکست. با این وجود، بیبرس برای پی‌گرفتن پیروزی‌های خود بر صلیبیون به سرزمین شام بازگشت و تصمیم او در جنگ با صلیبیون، پس از آگاهی از نتایج حمله هشتم صلیبی به تونس و شکست حمله دریایی به قبرس قوی‌تر شد. وی در سال ۱۲۷۰ پس از ۱۵ روز محاصره حصن‌الاکراد، از طریق امان بر آنجا چیره شد و سپس در آوریل ۱۲۷۰ بر قلعه عکا تسلط یافت.
در ۱۲۷۰، سلطان بیبرس، طرابلس را محاصره کرد، که امیر آنجا بوهموند ششم تقاضای صلح نمود. در اواخر رمضان ۶۶۹ / ۱۲۷۰ ادوارد در راس نیروی جنگی کوچک هزار نفر از جنگجویان صلیبی به عکا رسید و جنگ صلیبی نهم را آغاز کرد. وی از ایلخان ایران به رهبری اباقا خان در جنگ با مصر و شام مشارکت خواست. در آنجا بیبرس ناچار شد پیمان صلحی با بوهموند ششم، حاکم طرابلس ببندد. همچنین در ۲۲ آوریل ۱۲۷۱ با عکا پیمان صلحی بست. این صلح پس از شکست امیر ادوارد در ایجاد پیمانی مغولی - صلیبی و بازگشت به انگلستان بسته شد. این آخرین گروه جنگجویان صلیبی بودند که از اروپا به سوی سرزمین های شرقی جهان اسلام آمدند.
بعد از مرگ بوهموند ششم در ۱۰ مارس ۱۲۷۵، پسرش بوهموند هفتم پیمان صلح با بیبرس را در اواخر مه ۱۲۷۵ تجدید کرد. با عقد پیمان صلح با امیرنشین‌های بزرگ صلیبی، جنگ میان ممالیک و صلیبیون حدود ۱۴ سال متوقف شد. تا اینکه در سال ۱۲۸۵ جنگ بار دیگر در زمان منصور قلاوون آغاز شد و سرانجام در سال ۱۲۹۱، با بیرون صلیبیون در زمان اشرف خلیل، پسر منصور، با انقراض پادشاهی اورشلیم به پایان رسید.